# Glypta tripartita
Glypta tripartita là một loài tò vò trong họ Ichneumonidae.